# Otium
Het otium was het streefdoel van elke dichter tijdens de lyrische periode (1e eeuw v.Chr.) van de Romeinse letterkunde.
Het nationaal gevoel was verdwenen door burgeroorlogen en de lyriek trad naar voren: lichte, individualistische (liefdes)poëzie die door iedereen geschreven werd/kon worden.
De dichter streefde hierin naar het "otium": vrijheid van elke sociale of politieke verplichting; doen en laten wat je zelf wilde.
Otium is tevens een Dispuut dat aangesloten is bij het T.S.C. St. Olof.  
- J.P.V.D. Balsdon, Auctoritas, Dignitas, Otium, in CQ2 10 (1960), pp. 43-50.